# Rejilla electrosoldada
La rejilla electrosoldada o rejilla electroforjada  es una reja cuyos elementos metálicos han sido ligados a través de una soldadura eléctrica, formando un solo cuerpo enrejado, con estructura de malla, resultado de la unión de todas sus partes.

## Definición
La rejilla por electrosoldadura es una pieza metálica compuesta por varias tiras iguales de fleje (pletinas portantes), colocadas en paralelo y de canto, y separadas entre sí, las cuales llevan soldadas perpendicularmente, en todos sus cruces o intersecciones, unas varillas de diámetro mayor al grueso de las mismas.

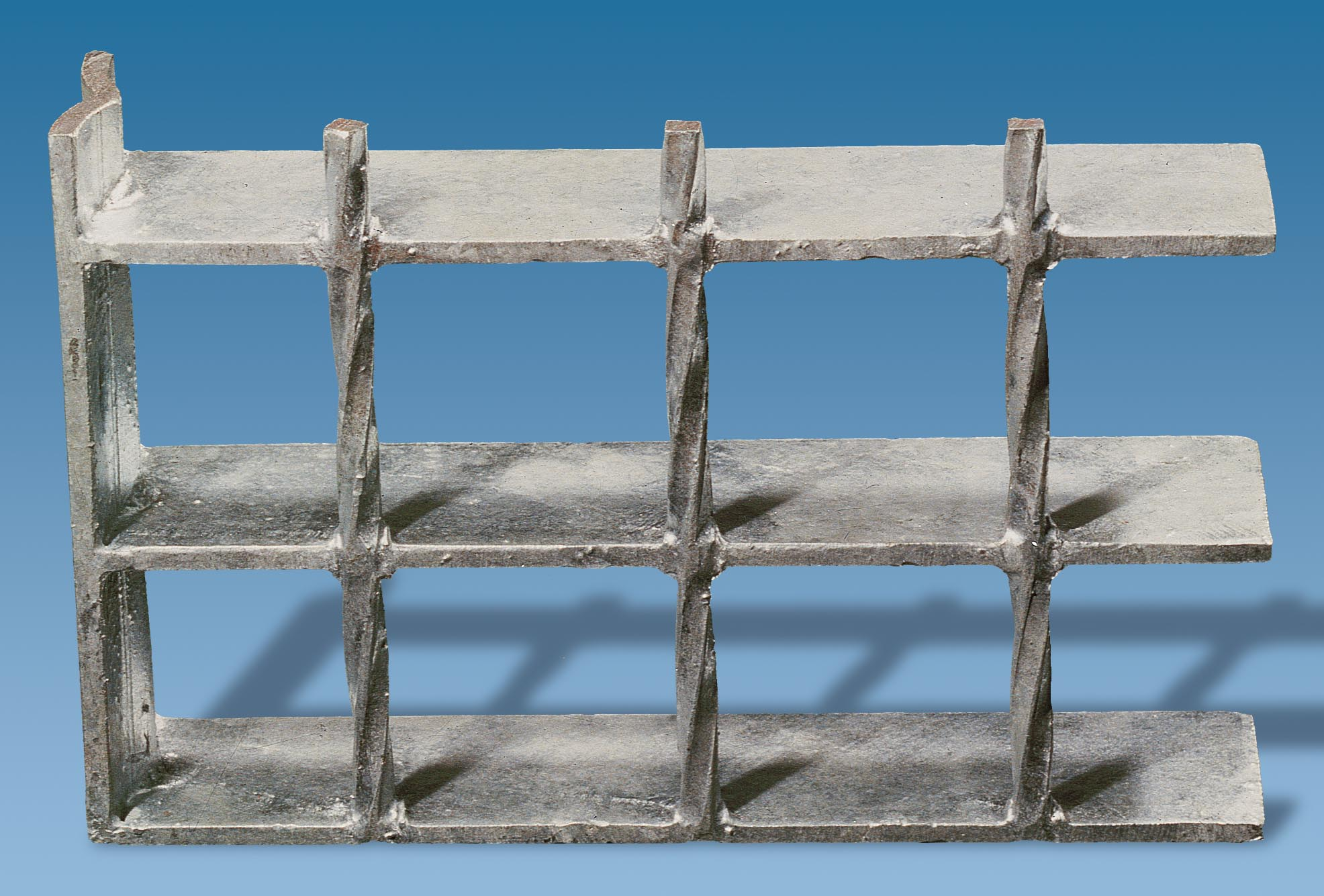
Tipo-antideslizante.

La rejilla electrosoldada está formada por tres elementos:
1. Pletina portante: Fleje de acero laminado en caliente con bajo contenido de silicio o en acero inoxidable. Es el elemento que soporta las cargas a las que se somete la rejilla.
2. Separador: Varilla entregirada o lisa. Van dispuestas transversalmente respecto a las pletinas portantes. Tienes la función de unir y mantener constante la distancia entre las pletinas portantes.
3. Marco: Perfil perimetral de la pieza, de igual característica que la pletina portante. Su finalidad es la del cerramiento de las rejillas, siendo electrosoldado en las cabezas de las pletinas portantes.

## Fabricación
El procedimiento de fabricación de las rejillas “electrosoldadas” destaca por el particular sistema que realiza la unión de las pletinas portantes con la varillas transversales, mediante soldadura a fusión, sin aporte de material, formando con dicha unión un solo cuerpo.
El calor necesario para efectuar la soldadura a la temperatura de fusión, se obtiene mediante energía eléctrica, y por presión, se consigue la penetración de las varillas transversales con las pletinas portantes.
Por su particular sistema de fabricación, admite recortes y formas sin peligro a que pueda desarmarse. El marco de cierre en los recortes y formas, se realiza con una pletina de igual característica que la pletina portante mediante soldadura MIG.
El acabado final de la rejilla electrosoldada, fabricada en fleje laminado en caliente, suele ser galvanizada por inmersión en zinc fundido. Dicho acabado le confiere a la rejilla una protección superficial contra agentes corrosivos externos.

## Aplicaciones
La rejilla electrosoldada está diseñada para trabajar en plano, con cargas uniformemente repartidas o con cargas puntuales (cargas concentradas en pequeñas aéreas de contacto), siempre y cuando cuente con un apoyo metálico corrido donde descansen todas las pletinas portantes.

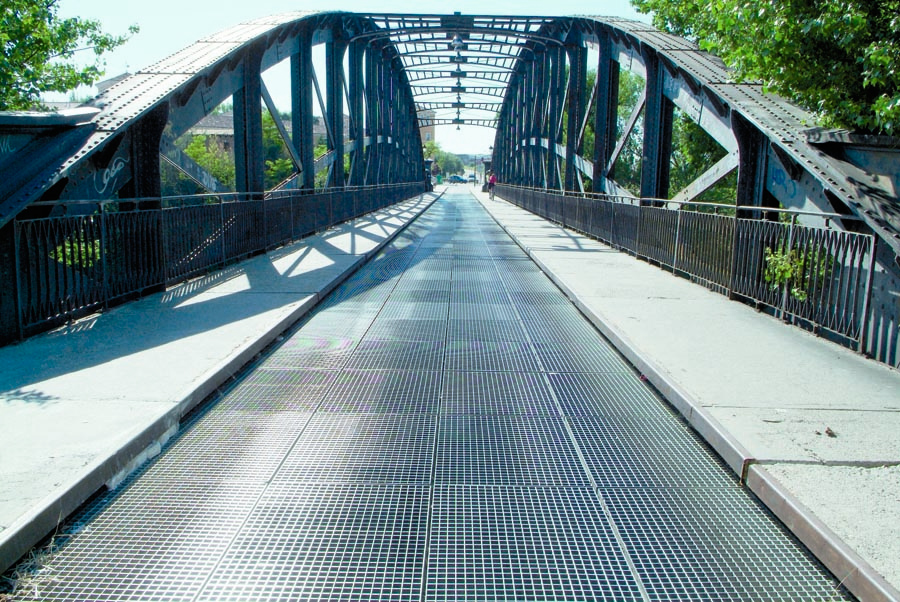
Puente con rejilla que evita la acumulación de líquidos en el centro, facilita su limpieza y da ligereza a la obra.

Las normas de cálculo para definir las cargas que pueden soportar la rejilla son las contempladas por el Código Técnico de la Edificación, así como por el Eurocódigo 3 (conjunto de normas europeas que recoge las reglas y principios para el cálculo de estructura de acero).
La rejilla electrosoldada es un producto de gran resistencia y ligereza que es usual encontrarlo en suelos y pasillos de obra industrial (plataformas petrolíferas, centrales de energía, almacenes de vehículos, salidas de emergencia, etc) como en obra civil (escaleras, vallas, alcorques, canaletas, fachadas, falsos techos, rejas, rejas de protección,vallados, cerramientos, etc)

## Legislación
- UNE 36750: Piezas y peldaños de emparrillado electrofundidos y/o prensados para aplicación en área de tránsito de peatones y vehículos.
  - PARTE 1:  Materiales, tolerancias y ensayos de piezas.
  - PARTE 2:  Materiales, tolerancias y ensayos de peldaños.
  - PARTE 3: Toma de muestras y criterios de aceptación de piezas y peldaños.
- UNE-EN ISO 14122: Seguridad de las máquinas. Medios de acceso permanente a máquinas e instalaciones industriales.
  - PARTE 2:  Plataformas de trabajo y pasarelas.
- UNE-EN 1993-1-1: Eurocódigo 3: Proyecto de estructuras de acero
- CÓDIGO TÉCNICO DE LA EDIFICACIÓN: Ley 38/1999 de 5 de noviembre, de Ordenación de Ordenación de la Edificación (LOE)
- UNE-EN ISO 1461: Recubrimientos de galvanización en caliente sobre piezas de hierro y acero.